# 檀祗
檀祗（368年—418年），字恭叔，高平郡金鄉縣人。東晉末年將領，東晉左將軍檀韶弟，劉宋司空檀道濟兄。檀祗曾參與討伐桓玄的戰爭，後長年出守廣陵。

## 生平
檀祗兄弟世居京口，因年幼喪父，都由堂叔檀憑之撫養成人。檀祗年輕時就當北府將領、輔國將軍孫無終的參軍，並隨孫無終參與討平孫恩之亂，屢有戰功。後轉任龍驤將軍王誕的參軍。元興三年（404年），檀祗參與劉裕領導的討伐桓玄起事，並隨其攻克京口，參劉裕建武軍事。劉裕大軍在進攻建康時於羅落橋與桓玄所派軍隊大戰，雖然劉裕擊敗桓玄軍，但檀憑之卻戰死，檀祗於是接管其所領軍隊。劉裕隨後直取建康，桓玄棄城西走江州，劉裕在攻取建康後獲推為鎮軍將軍、徐州刺史，檀祗隨轉參鎮軍軍事，並加號振武將軍，與劉道規等人率兵追擊桓玄。至義熙元年（405年）劉道規等軍終擊潰盤據江陵的桓振等人，迎安帝回建康，但當時還有桓道兒等人活躍於溳水、沔水一帶，檀祗就將他們全部平定。檀祗後轉龍驤將軍、秦郡太守、陳留內史。後桓亮、苻宏等桓楚殘餘勢力於湘州起事，殺害官吏，檀祗就領兵討伐，於湘東殺死苻宏。檀祗後又接替疾病的庾悅為武陵內史，加寧朔將軍，封西昌縣侯，食邑千戶。
義熙五年（409年），檀祗入朝任中書侍郎。次年，盧循率眾進攻建康，檀祗加輔國將軍，領兵屯於西明門外作防守。不久盧循西退，檀祗原本要率兵支援江陵，但因病而沒有成行。義熙八年（412年），檀祗轉任右衞將軍，又以輔國將軍外任宣城內史，又隨即以本輔國將軍轉督江北淮南軍郡事、青州刺史、廣陵相。後更獲進號征虜將軍。義熙十年（414年），反對劉裕專政而叛晉的晉室疏宗司馬國璠兄弟在北徐州州界聚眾，並帶著所得的數百人偷偷渡過淮河，乘夜間天色陰暗成功率百多人潛入廣陵城中，並大呼要直取官署。檀祗聞訊驚起，正要出門迎敵，但因中箭受傷被逼退還。檀祗於是下令打五更鼓聲，騙對方快要天亮而逼走他們，司馬國璠等人聽到鼓聲果然中計，檀祗部眾在他們逃散間追擊，共殺了百多人，但檀祗還是被降號建武將軍。次年，檀祗又獲進為右將軍。
義熙十四年（418年），劉裕獲封宋公，以十郡建宋國，詔命檀祗當宋國的領軍將軍，加散騎常侍。不過檀祗性格倨傲豪縱，喜歡在地方上放縱無拘，對於要內徙到宋臺中任職甚為不快，於是就患了病，檀祗更放棄治療，於是在當年在廣陵病死，享年五十一歲。朝廷追贈散騎常侍、撫軍將軍，諡為威侯。

## 家庭

### 子
- 檀獻，嗣爵，晉元熙年間死後無子。
- 檀朗，次子，檀獻去世後嗣爵，爵位於劉宋篡晉後得以延續。

### 孫
- 檀宣明，檀朗子，嗣爵。

### 曾孫
- 檀逸，檀宣明子，嗣爵，但在位期間南齊篡宋，封國被取消。

## 延伸阅读
[在维基数据编辑]
 《宋書·卷47》，出自沈约《宋书》